# H2AX
H2AX（H2A histone family member X）はH2Aファミリーのヒストンタンパク質の1種であり、H2AX遺伝子にコードされる。重要なリン酸化型としてγH2AX (S139)があり、DNAの二本鎖切断が生じた際に形成される。
ヒトやその他の真核生物では、DNAはヒストン八量体の周囲に巻き付いてクロマチンを形成している。ヒストン八量体はコアヒストンH2A、H2B、H3、H4から構成される。H2AXはヌクレオソームの形成、クロマチンリモデリング、DNA修復に寄与し、またDNA二本鎖切断のアッセイとしてin vitroで利用される。

## γH2AXの形成
H2AXはDNA二本鎖切断（DSB）に対する応答としてセリン139番がリン酸化され、リン酸化されたものはγH2AXと呼ばれる。このリン酸化を担うのはPI3K関連キナーゼファミリーのキナーゼ（ATM、ATR、DNA-PKcs）、特にATMである。修飾は複製フォークの崩壊や電離放射線照射に対する応答として行われるが、V(D)J組換えなど制御された生理的過程でも行われる。γH2AXは細胞内のDSBを探索する際の高感度の標的となる。しかしながら、γH2AXの存在自体がDSBの存在の証拠となるわけではない。DNA修復過程におけるリン酸化型ヒストンの役割には議論があるが、修飾によってDNAの凝縮度が低下することが知られており、DSBの修復に必要なタンパク質をリクルートするスペースを確保している可能性がある。変異実験では、修飾は二本鎖切断に応答したionizing radiation induced fociと呼ばれる構造の形成に必要であるが、切断部位へのタンパク質のリクルートには必要ではないことが示されている。

## 機能

### DNA損傷応答
ヒストンバリアントH2AXは、哺乳類のクロマチン中のH2Aの約2–25%を構成する。DNAに二本鎖切断が形成されると、H2AXの変化を伴う一連のイベントが生じる。
二本鎖切断の形成直後、クロマチン構造と相互作用して影響を与える特定のタンパク質がリン酸化され、その後クロマチンから放出される。このタンパク質HP1β（CBX1）は、リジン9番がメチル化されたヒストンH3（H3K9me）に結合している。HP1βは、DNA損傷から1秒以内に最大放出量の半数が放出される。クロマチン構造の動的な変化は、このHP1βの放出によって開始される。このクロマチン構造の変化は、ATM、ATR、DNA-PKによるH2AXのリン酸化を促進し、γH2AXの形成を可能にする。γH2AXは細胞への放射線照射後早ければ20秒で検出され、1分後には最大蓄積量の半数が蓄積する。γH2AXを持つクロマチンはDNA二本鎖切断の両側約100万塩基対にまで広がる。
その後、MDC1がγH2AXに結合し、γH2AX/MDC1複合体は二本鎖切断修復過程の相互作用を組織化する。ユビキチンリガーゼRNF8とRNF168がγH2AX/MDC1複合体に結合し、クロマチンの他の構成要素をユビキチン化する。その結果、BRCA1と53BP1がγH2AX/MDC1を含む長い修飾されたクロマチンへリクルートされる。広くγH2AX修飾されたクロマチン上に安定して集合する他のタンパク質には、MRN複合体（MRE11、RAD50、NBS1）、RAD51、ATMなどがある。RAD52やRAD54など他のDNA修復因子は、γH2AX修飾クロマチンに安定して結合しているコア構成要素と迅速かつ可逆的に相互作用する。外因的な試薬処理がなされていない生細胞におけるγH2AXの恒常的発現レベルは、細胞呼吸時に産生される内因性酸化物質によるDNA損傷の指標となる可能性が高い。

### クロマチンリモデリング
真核生物のDNAのクロマチンへのパッケージングは、酵素の作用部位へのリクルートが必要なすべてのDNAベースの過程にとって障壁となる。DNA修復が起こるためには、クロマチンのリモデリングが必要である。
H2AXのリン酸化型であるγH2AXは、DNA二本鎖切断後のクロマチン脱凝縮をもたらす過程に関与している。γH2AX自体がクロマチン脱凝縮を引き起こすわけではないが、電離放射線照射後30秒以内にRNF8とγH2AXの結合が検出される。RNF8は、ヌクレオソームのリモデリングと脱アセチル化を担う複合体NuRDの構成要素であるCHD4との相互作用を介して、広範囲のクロマチン脱凝縮を媒介する。

## 二本鎖切断アッセイとしてのγH2AX
γH2AXに対するアッセイは一般的にDNA中の二本鎖切断の存在を反映しているが、こうしたアッセイは他のマイナーな現象を示している可能性もある。しかしながら、電離放射線照射後に誘導されるDNA二本鎖切断とγH2AXのfociの形成との間には、単位照射量あたりの絶対収率と分布から、強い定量的相関を支持する多くの証拠が存在している。一方、電離放射線照射以外にもさまざまなストレスに対する細胞応答として、個々のγH2AX fociの形成だけでなく、核全体でγH2AXシグナルが誘導されることが報告されている。しかしながら、DNA二本鎖切断部位のγH2AXのシグナルは未損傷のクロマチンよりも常に高い。未損傷クロマチン中のγH2AXは活性化されたキナーゼによる直接的なリン酸化で形成されたものであると考えられており、おそらくDNA損傷部位から拡散してきたものである可能性が高い。

## 相互作用
H2AXは次に挙げる因子と相互作用することが示されている。
- BARD1（英語版）[17][18]
- BRCA1[17][18][19]
- BLM（英語版）[20]
- MDC1[21][22]
- NBS1[23]
- TP53BP1（英語版）[20][24][25]

## 関連文献
- “Histone H2A variants H2AX and H2AZ”. Current Opinion in Genetics & Development 12 (2):  162–9. (Apr 2002). doi:10.1016/S0959-437X(02)00282-4. PMID 11893489.
- “H2AX: the histone guardian of the genome”. DNA Repair 3 (8–9):  959–67. (2005). doi:10.1016/j.dnarep.2004.03.024. PMID 15279782.
- “H2A.X. a histone isoprotein with a conserved C-terminal sequence, is encoded by a novel mRNA with both DNA replication type and polyA 3' processing signals”. Nucleic Acids Research 17 (22):  9113–26. (Nov 1989). doi:10.1093/nar/17.22.9113. PMC 335118. PMID 2587254.
- “ATP-dependent reorganization of human sperm nuclear chromatin”. Journal of Cell Science 108 (2):  755–65. (Feb 1995). PMID 7769017.
- “Characterization of the human histone H2A.X gene. Comparison of its promoter with other H2A gene promoters”. The Journal of Biological Chemistry 269 (39):  24189–94. (Sep 1994). PMID 7929075.
- “Chromosomal localization of the human histone H2A.X gene to 11q23.2-q23.3 by fluorescence in situ hybridization”. Human Genetics 94 (3):  303–6. (Sep 1994). doi:10.1007/BF00208289. PMID 8076949.
- “DNA double-stranded breaks induce histone H2AX phosphorylation on serine 139”. The Journal of Biological Chemistry 273 (10):  5858–68. (Mar 1998). doi:10.1074/jbc.273.10.5858. PMID 9488723.
- “Transcriptional activation of the integrated chromatin-associated human immunodeficiency virus type 1 promoter”. Molecular and Cellular Biology 18 (5):  2535–44. (May 1998). doi:10.1128/mcb.18.5.2535. PMC 110633. PMID 9566873.
- “Megabase chromatin domains involved in DNA double-strand breaks in vivo”. The Journal of Cell Biology 146 (5):  905–16. (Sep 1999). doi:10.1083/jcb.146.5.905. PMC 2169482. PMID 10477747.
- “Initiation of DNA fragmentation during apoptosis induces phosphorylation of H2AX histone at serine 139”. The Journal of Biological Chemistry 275 (13):  9390–5. (Mar 2000). doi:10.1074/jbc.275.13.9390. PMID 10734083.
- “A critical role for histone H2AX in recruitment of repair factors to nuclear foci after DNA damage”. Current Biology 10 (15):  886–95. (2001). doi:10.1016/S0960-9822(00)00610-2. PMID 10959836.
- “Acetylation of HIV-1 Tat by CBP/P300 increases transcription of integrated HIV-1 genome and enhances binding to core histones”. Virology 277 (2):  278–95. (Nov 2000). doi:10.1006/viro.2000.0593. PMID 11080476.
- “Response to RAG-mediated VDJ cleavage by NBS1 and γH2AX”. Science 290 (5498):  1962–5. (Dec 2000). Bibcode: 2000Sci...290.1962C. doi:10.1126/science.290.5498.1962. PMC 4721589. PMID 11110662.
- “Histone H2A variants and the inactive X chromosome: identification of a second macroH2A variant”. Human Molecular Genetics 10 (10):  1101–13. (May 2001). doi:10.1093/hmg/10.10.1101. PMID 11331621.
- “ATM phosphorylates histone H2AX in response to DNA double-strand breaks”. The Journal of Biological Chemistry 276 (45):  42462–7. (Nov 2001). doi:10.1074/jbc.C100466200. PMID 11571274.
- “Histone H2AX is phosphorylated in an ATR-dependent manner in response to replicational stress”. The Journal of Biological Chemistry 276 (51):  47759–62. (Dec 2001). doi:10.1074/jbc.C100569200. PMID 11673449.
- “Enhancement of the p300 HAT activity by HIV-1 Tat on chromatin DNA”. Virology 289 (2):  312–26. (Oct 2001). doi:10.1006/viro.2001.1129. PMID 11689053.
- “Autoubiquitination of the BRCA1*BARD1 RING ubiquitin ligase”. The Journal of Biological Chemistry 277 (24):  22085–92. (Jun 2002). doi:10.1074/jbc.M201252200. PMID 11927591.
- “Residue-specific mass signatures for the efficient detection of protein modifications by mass spectrometry”. Analytical Chemistry 74 (7):  1687–94. (Apr 2002). doi:10.1021/ac010853p. PMID 12033261.